# Кострина
Ко́стрина (укр. Кострина, венг. Csontos) — село в Ужгородском районе Закарпатской области Украины. Административный центр Костринской сельской общины.
Железнодорожная станция Кострино. По селу протекает река Уж.

## История
Впервые упоминание о селе относится к 1409 году при расследовании дела кражи стада свиней из села Чертеж, что в Восточной Словакии. Обвиняемый Шолтиса Ванча с группой односельчан должен был присутствовать на суде в Великом Березном. Возможно, село было основано раньше. В 1560-х в селе насчитывается 17 семей. В налоговых списках 1715 здесь насчитывается всего 11 семей.

## Достопримечательности
- Церковь Покрова Пресвятой Богородицы XVII века (Украинская православная церковь (МП)).
- Поблизости расположен горнолыжный курорт Красия.